# Dieppe
Dieppe je grad na sjeveru Francuske u regiji Gornja Normandija, potprefektura departmana Seine-Maritime. U ovome je gradu rođen Louis de Broglie, slavni fizičar i dobitnik Nobelove nagrade za fiziku.

## Zemljopis
Grad se nalazi na sjeverozapadu Francuske na ušću obalne rječice Arques u La Manche, 170 km od Pariza.

## Povijest
Dieppe je po prvi put spomenut 1030. godine kao manje ribarsko mjesto. U 16. stoljeću je u njemu djelovala poznata francuska škola kartografije. U 17. stoljeću je postao glavna luka francuskoga kraljevstva. 23. srpnja 1632. je iz njega otišlo na put u Novu Francusku (sjeverna Amerika) 300 kolonizatora. Prilikom opoziva Nanteskoga edikta godine 1685. iz Dieppea je u inozemstvo pobjeglo 3000 Hugenota.
U Drugom svjetskom ratu bilo je mjestom poznatog prijepada na Dieppe.
|  | Portal Francuske – Pristup člancima s tematikom o Francuskoj. |